# سیارک ۱۹۱۵۵
سیارک ۱۹۱۵۵ (به انگلیسی: 19155 Lifeson، نامگذاری:1990SX3) نوزده هزار و صد و پنجاه و پنجمین سیارک کشف شده‌است که در ۲۲ سپتامبر ۱۹۹۰ کشف شد.
قدر مطلق سیارک برابر ۳۲.۳ است.